# Gorice (ort i Bosnien och Hercegovina)
Gorice är en ort i Bosnien och Hercegovina.   Den ligger i distriktet Brčko, i den nordöstra delen av landet, 120 km norr om huvudstaden Sarajevo. Gorice ligger 83 meter över havet och antalet invånare är 1 097.
Terrängen runt Gorice är mycket platt. Närmaste större samhälle är Brčko, 7,3 km sydost om Gorice.
Trakten runt Gorice består till största delen av jordbruksmark. Runt Gorice är det ganska tätbefolkat, med 185 invånare per kvadratkilometer.